# Iaidó

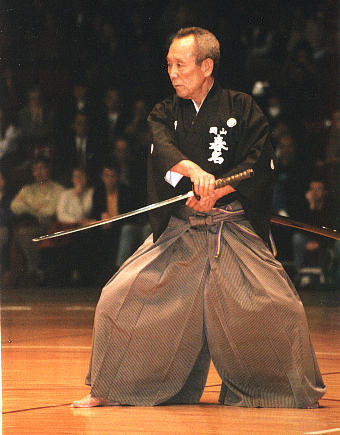
Cvičení kata v podání japonského učitele s vysokým stupněm

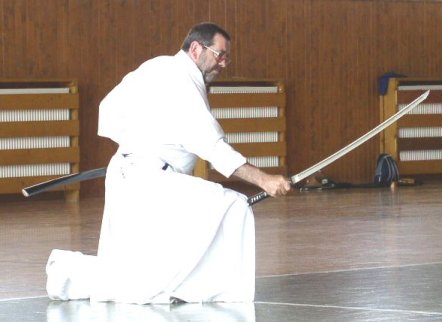
Demonstrace korjú kata

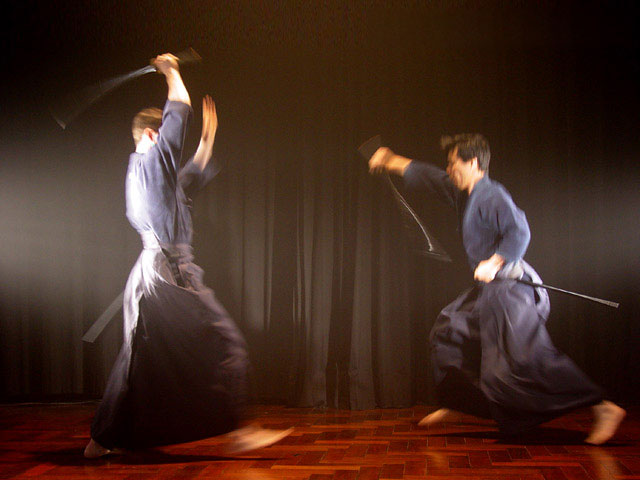
Trénink iai kata ve dvojicích (kumiai) v Suio rjú

Iaidó (japonsky: 居合道), (čti jako iaidó) je souhrnný název pro některé způsoby japonského šermu. V překladu se dá slovo Iaidó zhruba vyložit jako „cesta duševní rovnováhy a okamžité reakce“. Způsob použití meče je v iaidó založen na skutečnosti, že již tasení meče z pochvy je bojovou reakcí na okolnosti, kdekoliv se člověk nachází, tak je schopen bezprostředně a adekvátně reagovat na vzniklou situaci. Tasením meče se útok blokuje, odráží, či se rovnou eliminuje samotný protivník nebo popřípadě až dalším následným sekem.
O významu předpony "I Ai" ve slově iaidó: "Fráze Tsune Ni ITTE Kyu Ni Awasu" znamená "Vždy, co děláte, ať už spíte, jdete, běžíte nebo sedíte (Tsune Ni)" a "Ať jste kdekoliv (ITTE, Iru)" musíte "Být napojeni (Awasu) " (být napojeni na dění kolem sebe, být jeho součástí). I pochází z ITTE a Ai z Awasu a je zkrácené vyjádření a způsob, jak si pamatovat tuto frázi. Dalšími významy awasu 合わす – spojit, sjednotit, stmelit, přizpůsobit, uvést do harmonie. Tím je zcela jasné, v jakém kontextu je zamýšlen význam awasu ve frázi "Tsune Ni ITTE Kyu Ni Awasu". Být spojen se svým okolím (v celek) / sjednotit své chování s okolím / být se svým okolím stmelen v jeden celek / přizpůsobit se svému okolí / být v harmonii se svým okolím.
Některé prameny definují iaidó jako bojové umění reakce na protivníkův pohyb bezprostředním tasením meče a sekem, kdekoliv a kdykoliv.
Cvičení Iaidó vyžaduje klid ducha, extrémní soustředění a dovednost. Každý pohyb, jako pohyby rukou či nohou a těla, musí být dokonale koordinovány. Provedení technik je jenom jednou částí iaidó, druhou je posilování ducha a charakteru skrz cvičení technik meče, soustředění, způsob dýchání, ovládání těla, boků a tandenu, trpělivosti, udržení si pozornosti, klidu a rozvahy v situacích ohrožení života. Tréninkem a osvojováním iai principů se člověk učí přiměřeně reagovat na situace kolem sebe a tím udržovat rovnováhu ve svém okolí. To vše se pak při usilovném tréninku a vedení od učitelů prolíná do osobnosti cvičence a utváří tak jeho chování v životních situacích.
Cvičenci iaidó cvičí nejdříve techniky iai s dřevěným mečem bokutó s plastovou pochvou a posléze cvičí s mečem na iai iaitó. Je obvyklé používat nejdříve tupou repliku meče mogitó a posléze pokročilejší cvičenci cvičí se skutečným ostrým mečem šinken. Většina technik iai je cvičena jako boj proti imaginárnímu (pomyslnému) nepříteli kasóteki. To umožňuje plné provedení techniky a zase na druhou stranu to vyžaduje velké nároky na představivost cvičence. Proto některé školy rjúha také kladou důraz na cvičení ve dvojicích, kde se simuluje reálný útok, či obrana. V některých rjúha se též používá k pochopení ovládání meče testování seku tamešigiri.

## Cvičení iaidó
Iaidó se cvičí především formou sestav kata, tedy boje proti jednomu nebo více imaginárním soupeřům – jedná se tedy o simulaci boje. Kata jsou vodítkem, jak reagovat na různé situace, kdy mohl být v minulosti samuraj či voják napaden různým počtem útočníků, z různých stran a sám se mohl nacházet v různých pozicích (v sedu, v kleče, ve stoje), v noci – kdy neviděl, v místnosti s trámy, sloupy, nízkými stropy, před dveřmi, v úzkém prostoru atd.
Především u korjú jsou techniky zařazené v jednotlivých kata výsledkem mnohých reálných zkušeností z bojových situací.
Součástí většiny kata iaidó jsou čtyři po sobě jdoucí prvky : vytažení meče (nuki), provedení seku (kiricuke), odstranění krve z čepele (čiburi) a uložení meče zpět do pochvy (notó). Rozhodující akcí je samozřejmě tasení a sek (nukicuke a kiricuke), jenž musí být podrobně studovány, ať už ve vztahu k cíli, který mají zasáhnout, směru kterým jsou prováděny či síle, kterou můžeme vynaložit. Důležité při cvičení kata je důraz na načasování a přesnost technik a pohybů, stav maximální pozornosti či bdělosti zanšin, neverbální schopnosti jako je například vyvinutí tlaku na protivníka seme.
Cílem fyzického zvládnutí kata je naučit se lehkosti a přirozenosti v ovládání těla – pohybu těla ve vztahu s ovládáním meče. Opakované provádění kata ve výsledku vede volnosti pohybu a učení se navození klidového stavu v situacích ohrožení života. Zvládnutí provádění předepsané formy pohybů ve výsledku vede ke stavu, kdy pro tělo, které má správný pohyb zvládnutý a provádí jej uvolněně, není problém pohyb změnit či přizpůsobit okolnostem. Efektivní využívání energie těla a psychické ovládání podporuje budování schopnosti vypořádat se s více nepřáteli, nejen se spoléhat na sílu, ale také na techniku a přizpůsobení. Iaidó je používání těla a meče v souladu s cílem přemoci více po sobě jdoucích soupeřů bez suki (otevření k možnému/připuštění možného útoku od soupeře) a bez únavy. ”Tsune ni ITTE kyu ni awasu” – ”Buď napojen na dění kolem sebe kdekoliv a kdykoliv”, i po x hodinách intenzivního tréninku či boje – to je význam známé fráze. Někteří učitelé též zmiňují, že trénink by měl být složitý a všeobsahující, zato skutečný boj, by měl být co nejvíce jednoduchý.
Na vyšších úrovních provádění iaidó, kdy fyzicky-technická stránka ovládání meče je již zvládnutá, se klade důraz na používání kiseme (stlačení energie soupeře) před útokem či reakcí, jehož cílem je odvrátit/stlačit úmysl nebo odhodlání k útoku protivníka či protivníků a tím nemuset použít zbraň. Tato schopnost způsobí v protivníkovi zjištění, že útok nemá smysl a je moudřejší zbraň nepoužít, jelikož se jeho akce obrátí v jeho neprospěch. Tuto schopnost popisuje fráze "Saja no uči de kacu", s překladem "Vítězství v pochvě meče". Skutečným významem je, že "Člověk musí dospět k vítězství před tasením meče".
Vrchol humanistické stránky iaidó popisuje pojem či filozofický princip kacudžinken (meč, který dává život). Ten nahrazuje princip meče, který život bere sacudžintó. Meč se tak v rukou svého držitele stává ze zbraně určené k zabíjení k prostředku budujícího soulad a harmonii. Dle vyjádření senseje Kišimota (jeden z vrcholných představitelů ZNKR iaidó) jde v dnešním pojetí iaidó především o obránu svého prostoru, odkud může být protivník nebezpečný. Cílem je tedy odvrácení protivníkova úmyslu nás napadnout, v horším případě odvrácení již probíhajícího útoku tak, aby protivník tento prostor opustil, nebezpečí pominulo a zároveň, aby došlo k minimální újmě naší nebo protivníka, tak jak je nezbytně nutné k vyřešení situace. Ve cvičení kata bychom měli demonstrovat správnou techniku ovládání těla a meče v situaci boje, klidový mentální postoj, bojové odhodlání, ale né úmysl zabít protivníka.

## Vznik a původ
V knize "Bugei Ryuha Daijiten" od Watatani Kijoši and Jamada Tadaši, je přisuzováno zpopularizování iai stylu (cílem je zneškodnit soupeře jediným sekem meče a to ihned po (nebo i při) vytažení z pochvy) boje Hajašizakimu Džinsukemu Minamoto no Šigenobu někdy v šestnáctém století. Avšak, přibližně století před jeho narozením, nechal vzniknout Iizasa Ienao (zakladatel školy boje Tenšin Šóden Katori Šintó rjú) dynamickému umění boje mečem iaidžucu.
Iaidžucu tedy vzniklo jako na odnož kendžucu jako defenzivní způsob boje proti překvapivým útokům v 15. a 16. století v Japonsku. Jeho účelem bylo zabít protivníka jedním úderem meče ihned po vytasení. Za cílem vytvořit takový obranný systém technik, byly zkoumány situace a okolnosti překvapivých útoků, aby byl navržen způsob, jak efektivně využít meč proti mnoha formám útoku.
Hajašizaki Džinsuke, Iizasa Ienao měli mnoho žáků a následovníků v dalších generacích a na základě jejich zkušeností a jejich výuky vzniklo posléze mnoho různých či podobných stylů a způsobů boje s mečem na základě iai principů.
Výraz iaidžucu začal převažovat přibližně v 17. století a aktuální pojem iaidó je důsledkem obecného trendu (zhumáněním gendai budó) nahrazením přípony džucu za dó v japonských bojových uměních v důsledku zdůraznění jejich filozofických, výchovných či duchovních součástí. Cílem iaidžucu bylo rychle tasit meč a porazit nepřítele. Postupně se měnily cíle tohoto umění a metody zabíjení se změnily v metody seberozvoje, sebezdokonalování a v úsilí pomoci v tomto snažení co nejširší veřejnosti. Iaidžucu se tak pomalu měnilo v iaidó.
Vývojem do 20. století vzniklo v Japonsku mnoho škol a systémů boje s mečem, jinými zbraněmi i beze zbraní, které se nazývají korjú (staré školy). Mezi lety 1966 a 2000 japonští mistři iaidó, kteří byli představiteli různých starých škol vytvořili pod záštitou Celojaponské federace Kendó (ZNKR) zjednodušený systém výuky iaidó pojmenovaný jako ZNKR Seitei Iaidó Kata. Jeho cílem je snazší přiblížení iaidó široké veřejnosti a jedná se pouze o jeho základy. Kdo chce poznat iaidó v jeho plné míře, měl by se věnovat studiu korjú iai.

## Další výrazy pro iaidó
Historickým vývojem vznikly pro iaidó nebo iaidžucu další příbuzné pojmy jako battó, saja no uči, iai, isó, iawasu, nuki ai, ritó, giken, battódžucu, saja no naka, bakken, iai battó, cume ai, nuki uči, iai nuki, za ai, tači ai.

## Školy iaidó
V České republice se cvičí většinou jako základ iaidó ZNKR Seitei Iaidó Kata a potom bývá zvykem se věnovat některému korjú, najdou se ale i oddíly, kde se cvičenci věnují od začátku studiu korjú.
Zde je výpis názvů některých korjú iaidó:
- Musó Šinden rjú – cvičí se v ČR
- Katajama Hoki rjú – cvičí se v ČR
- Musó džikiden eišinrjú iaidžucu – cvičí se v ČR
- Tenšin šóden katori – cvičí se v ČR
- Suio rjú
- Mugai rjú
- Sosuiši rjú
- Tamija rjú
- Musó Džikiden rjú – cvičí se v ČR
- Sekiguči rjú

Zde je výpis názvů některých jiných škol iaidó, jenž ale nebývají považována za korjú, jelikož vznikly ve 20. století:
- Tojama rjú bató džucu
- Aiki Tóhó iai – cvičí se jako součást aikidó v některých dódžó v ČR